# Norges Jeger- og Fiskerforbund
Norges Jeger- og Fiskerforbund är en norsk intresseorganisation med inriktning på jakt och sportfiske. Organisationen grundades 10 februari 1871 och är en enligt egen utsago landets enda rikstäckande intresseorganisation för jägare och fiskare. Norges Jeger- og Fiskerforbund är medlem i European Federation for Hunting and Conservation.